# Cirréstica

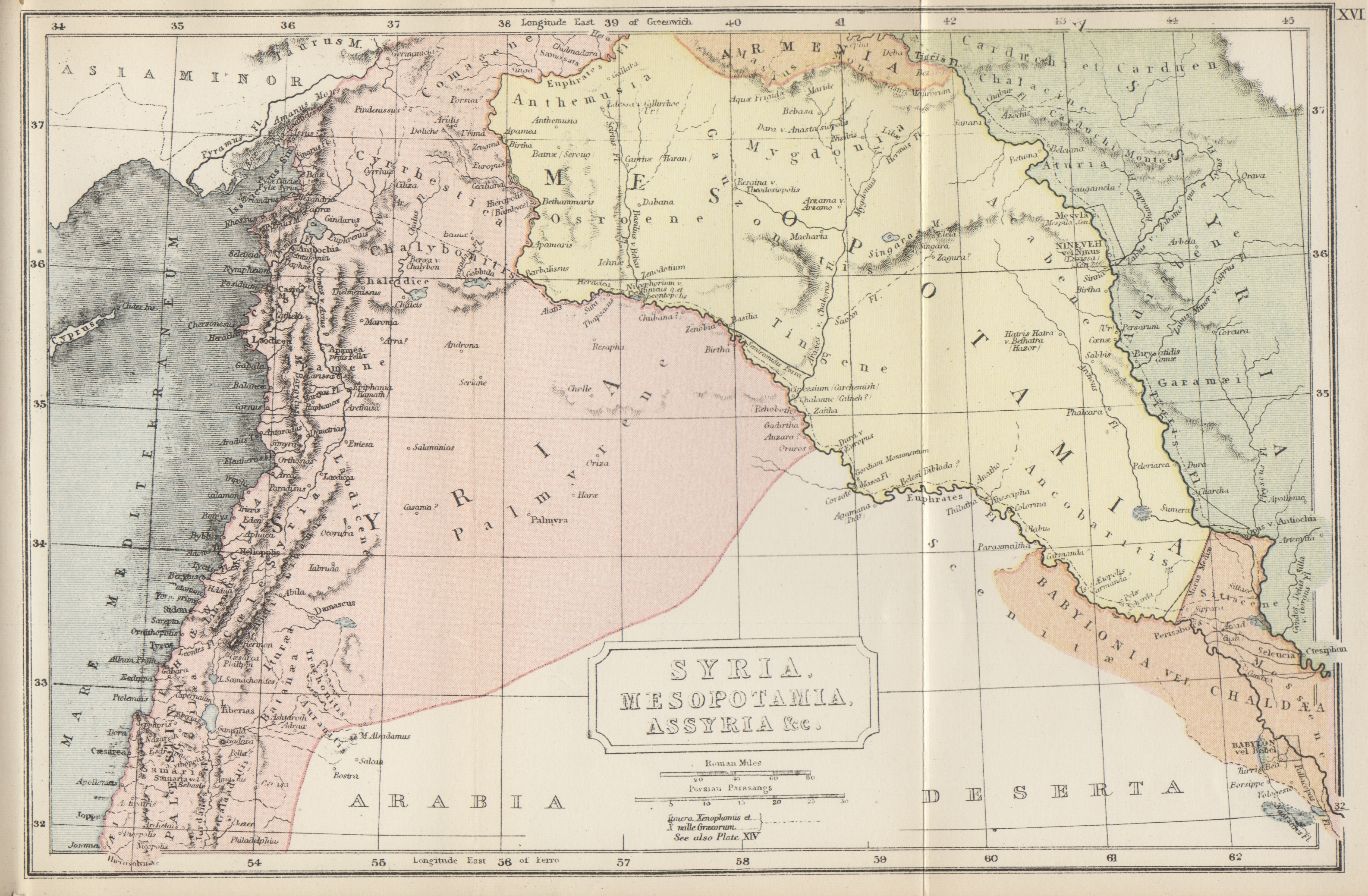
Mapa del país de Sham con Cirréstica en el norte

Cirréstica (en griego: Κυρρηστική) es un distrito de la Gran Siria que parece haber debido su nombre a la ocupación macedonia del país. Se encuentra al este de la llanura de Antioquía y Amanus, y limita al este con el Éufrates y con Comagene al norte, extendiéndose hasta el desierto sirio. Este distrito fértil, bien regado y densamente poblado, ocupaba el margen derecho del Éufrates, donde el río se inclina bastante hacia el este o hacia el sur.
Fue el escenario de la campaña en la que Publio Ventidio Baso derrotó al parto Pacoro I y vengó a Craso y al ejército romano que había caído en la batalla de Carras. Constantino I lo unió con Comagene bajo el nombre de Provincia Eufratensis. Las principales ciudades de Cirréstica eran Hierápolis Bambice, Zeugma, Europus, Birtha, Beroea (la actual Alepo), Batnae y Cirro.